# Кот, Игорь Александрович
И́горь Алекса́ндрович Кот (3 июня 1980, Краснодар, СССР) — российский футболист, вратарь.

## Карьера
Профессиональная карьера Кота началась в начале 2000-х годов. Первой профессиональной командой стал клуб зоны «Юг» второй лиги «Краснодар-2000». Там голкипер отыграл два сезона. Будучи основным вратарем «Краснодара-2000», проводил большинство матчей, пропуская в среднем меньше гола за игру.
В 2003 году был отдан в аренду в «Содовик», который выступал в зоне «Урал-Поволжье» и ставил задачу повышения в классе. Первый круг провёл удачно: «Содовик» шёл на первом месте, а Кот был основным вратарем. Однако в одном из первых матчей второго круга получил серьезную травму, и сезон для него на этом был завершен.
Из Стерлитамака вернулся в родной Краснодар и подписал контракт с главной командой города — «Кубанью». В этом клубе провёл пять сезонов, однако «застолбить» за собой звание основного вратаря так и не сумел — помешали травмы. В общей сложности в составе «Кубани» провёл 5 матчей в премьер-лиге, в которых пропустил 6 мячей.
В 2009 году покинул «Кубань» и отправился защищать цвета ещё одной команды края — «Черноморец», также выступавшего в первом дивизионе. В 19 матчах за клуб пропустил 25 мячей. В следующем сезоне подписал контракт с оренбургским «Газовиком» и помог этой команде завоевать путевку в первый дивизион. Однако перед заключительным предсезонным сбором голкиперу сообщили, что в его услугах «Газовик» больше не нуждается. И буквально за несколько дней до закрытия трансферного окна и старта турнира ФНЛ Кот перешёл в «Урал», где практически сразу стал основным вратарем и любимцем болельщиков. 5 марта 2011 года, несмотря на действующий контракт, «Газовик» расстался с голкипером. 31 марта 2011 года стало известно, что Кот подписал контракт на 1,5 года с екатеринбургским «Уралом». В триумфальном для «Урала» сезоне 2012/13 Кот сыграл 20 матчей, в 15 из которых оставил свои ворота в неприкосновенности. Это позволило ему стать лучшим голкипером сезона и по статистике, и по версии портала «Onedivision». В летнее межсезонье 2015 года подписал контракт на один год с тульским «Арсеналом».

## Достижения

### Командные
Кубань
- Вице-чемпион Первого дивизиона России (выход в Премьер-лигу): 2006, 2008

 Урал
- Обладатель Кубка ФНЛ: 2012, 2013
- Победитель Футбольной национальной лиги (ФНЛ) (выход в Премьер-лигу): 2012/2013

### Личные
- Лучший голкипер Футбольной национальной лиги (ФНЛ) сезона 2012/2013

## Личная жизнь
Женат. Есть сын и дочь. Крёстным дочери является вратарь Андрей Дикань.